# Bror Pettersson (skeppsredare)
Bror Stefanus Pettersson, född 3 augusti 1883 i Kungsåra socken, död 23 februari 1952 i Karlstad, var en svensk skeppsredare.
Bror Pettersson var son till lantbrukaren Walfrid Pettersson. Efter studier vid Västerås tekniska skola 1899–1900 och Bröderna Påhlmans handelsinstitut i Stockholm 1901 var han anställd i en agenturfirma 1902 och på skeppsmäklarkontor där 1903–1906. Han praktiserade därefter hos olika rederi- och mäklarfirmor i Hull, Danzig och Bremen till 1913. 1914–1920 var han befraktare i rederiföretaget O.F. Ahlmark & Co Eftr. AB i Karlstad, och från 1921 var han dess VD. Från 1947 var han även VD i Värmlands rederi AB. Han var ordförande i styrelsen för Wermlands enskilda bank från 1946, styrelseledamot i ett flertal andra bolag samt ordförande i direktionen för sjömanshuset i Karlstad från 1933.